# Людвиг, Йоханнес
Йоханнес Людвиг (нем. Johannes Ludwig; род. 14 февраля 1986, Зуль) — немецкий саночник, выступающий за сборную Германии с 2006 года. Олимпийский чемпион 2022 года, чемпион и бронзовый призёр зимних Олимпийских игр 2018 года, двукратный чемпион мира, пятикратный призёр чемпионатов Европы, многократный призёр национального первенства.

## Биография
Йоханнес Людвиг родился 14 февраля 1986 года в городе Зуль, земля Тюрингия. Активно заниматься санным спортом начал в возрасте десяти лет, в 2006 году прошёл отбор в национальную сборную и стал принимать участие в различных международных стартах, в частности на Кубке вызова занял двадцатое место общего зачёта, а на Кубке мира — одиннадцатое. В 2007 году дебютировал на взрослом чемпионате мира, показав на трассе австрийского Иглса одиннадцатое время. В следующем году после завершения всех кубковых этапов оказался на той же позиции, что и в прошлый раз, ещё через год был восьмым, в сезоне 2009/10 — уже шестым.
На чемпионате Европы 2010 года в латвийской Сигулде Людвиг финишировал шестым в мужской одиночной программе, тогда как в командных соревнованиях вместе с соотечественниками сумел подняться до третьего места и получил бронзовую медаль. В следующем сезоне ожесточённо боролся за обладание Кубком наций, но в итоге по очкам был лишь вторым. Окончив кубковый цикл 2011/12, поднялся в мировом рейтинге сильнейших саночников до пятой строки, а на чемпионате мира в Альтенберге пришёл к финишу четвёртым, немного не дотянув до подиума. На мировом первенстве 2013 года в канадском Уистлере выиграл бронзовую медаль мужского одиночного разряда.
В 2017 году на чемпионате мира Йоханнес стал четвёртым в индивидуальных соревнованиях, а в эстафете немец впервые стал чемпионом мира.
Ныне Йоханнес Людвиг живёт и тренируется в городе Оберхоф, где одновременно со спортивной карьерой служит офицером полиции. В свободное время любит играть в гольф и пэйнтбол.
На Олимпийских играх 2018 года Йоханнес выиграл бронзовую медаль в одиночках и золото в эстафете.
На Олимпийских играх 2022 года в Пекине Йоханнес во второй день соревнований 6 февраля завоевал золотую медаль в одиночках.

### Результаты на Олимпийских играх
| Олимпийские игры | Одиночки | Эстафета |
| ---------------- | -------- | -------- |
| 2018 Пхёнчхан    | 3        | 1        |
| 2022 Пекин       | 1        | 1        |